# Bashkirosaurus tcherdyncevi
Bashkirosaurus es un género extinto de temnospóndilo archegosáurido que vivió en el periodo Pérmico superior durante el Capitaniano, el cual está incluido dentro de la familia Archegosauridae. Los restos solo consisten en un cráneo fragmentario catalogado como PIN 164/70 el cual fue descubierto en lo que actualmente es la Rusia europea.